# Jürg Stahl
Pour les articles homonymes, voir Stahl.
Jürg Stahl, né le 16 janvier 1968 à Winterthour (originaire du même lieu, de Fischingen [[[Canton de Thurgovie|TG]]] et de Lindau [ZH]),  est une personnalité politique suisse, membre de l'Union démocratique du centre (UDC). Il est député du canton de Zurich au Conseil national de décembre 1999 à juin 2019 et président dudit conseil en 2016-2017.

## Biographie
Jürg Stahl naît le 16 janvier 1968 à Winterthour. Il est originaire du même lieu et d'une autre commune du canton de Zurich, Lindau, ainsi que d'une commune du canton de Thurgovie, Fischingen.
Droguiste de formation, il remet sa droguerie à Winterthour en 2004 pour devenir membre de la direction du Groupe mutuel.
Le 25 novembre 2016, il est élu président de Swiss Olympic avec un premier mandat débutant le 1er janvier 2017. Il est ensuite réélu pour un second mandat. Le 31 janvier 2020, il est élu président du Conseil de fondation du Fonds national suisse de la recherche scientifique.
Major dans l'armée, il est marié et père d'une fille. Il vit à Brütten, dans les environs de Winterthour.

## Parcours politique
Il siège au Grand Conseil communal (législatif) de Winterthour de mai 1994 à mai 2001 et le préside sur l'année législative 2000-2001. En 2001, il échoue à l'élection à l'exécutif de la ville pour une seule voix.
Élu au Conseil national en 1999 sous l'étiquette de l'UDC, il est réélu à quatre reprises. Il siège à la Commission de la sécurité sociale et de la santé publique (CSSS) tout au long de ses mandats, à la Commission de l'environnement, de l'aménagement du territoire et de l'énergie (CEATE) de décembre 2003 à décembre 2007, puis à la Commission de politique extérieure (CPE) de décembre 2007 à décembre 2011 et à la Commission de la science, de l'éducation et de la culture (CSEC) de décembre 2011 à décembre 2015, et enfin à la Commission de gestion (CdG) de novembre 2017 à juin 2019.
Le 28 novembre 2016, il est élu président du Conseil national pour l'année législative 2016-2017.
En mai 2019 il démissionne du Conseil national, où il est remplacé par Therese Schläpfer le 3 juin 2019,.

### Positionnement politique
Il se dit plutôt libéral sur les questions sociales et plus conservateur sur les questions économiques. Son modèle politique, selon ses propres dires, est le conseiller fédéral Adolf Ogi.